# Cortinarius naphthalinus
Cortinarius naphthalinus är en svampart som beskrevs av Soop 2001. Cortinarius naphthalinus ingår i släktet Cortinarius och familjen spindlingar.   Inga underarter finns listade i Catalogue of Life.